# Pola diamentowe Marange
Pola diamentowe Marange – obszar wydobycia i produkcji diamentów w Chiadzwa, w dystrykcie Mutare w regionie Manicaland w Zimbabwe.
W 2006 roku w rejonie Marange odkryto złoża aluwialne diamentów. Złoża zostały odkryte przez prywatną firmę Africa Consolidated Resources i znajdowały się na powierzchni ziemi. Rząd Zimbabwe przejął pola diamentowe od firmy i udostępnił je dla każdego obywatela. Przez krótki czas nastąpił okres chaotycznej eksploatacji złóż. Do Chiadzwa przybyło około 20 tys. górników. Rząd oczekiwał, że górnicy sprzedadzą wydobywane diamenty państwu, większość wydobycia trafiła jednak do nielegalnych handlarzy, którzy przeszmuglowali je przez Afrykę Południową i Mozambik do USA i Europy. W odpowiedzi rząd całkowicie zamknął pola. Kontrolę nad wydobyciem i sprzedażą diamentów przejęły służby bezpieczeństwa Zimbabwe, zwłaszcza politycy powiązani z rządzącym prezydentem Robertem Mugabe. 
Funkcjonariusze służb bezpieczeństwa nie zatrzymali jednak nielegalnego wydobycia. Według raportów organizacji pozarządowych pobierali łapówki za dostęp do pól, czasem wymagając podziału zysków od górników sprzedających diamenty nieleganie. W 2008 roku ze względu na kryzys ekonomiczny w Zimbabwe rząd Roberta Mugabe zadeklarował, że ukróci korupcje w Marange. Rozpoczęto operacje bezpieczeństwa, której deklarowanym celem było całkowite zatrzymanie nielegalnego wydobycia i korupcji. Do regionu wysłano wojsko, które brutalnie prześladowało górników, zabijając około 200 osób, zarówno górników, jak i mieszkańców okolicznych wiosek. Efektem tej operacji było przejęcie kontroli nad diamentami przez wojsko. Wojskowi wprowadzili reżim bezwzględnej pracy przymusowej, odmawiali zapłaty pracownikom i wymagali pracy 11 godzin dziennie. Według doniesień Human Rights Watch funkcjonariusze na masową skalę stosowali również przemoc wobec mieszkańców regionu. W odpowiedzi na zarzuty łamania praw człowieka Unia Europejska i USA objęły diamenty z Marange sankcjami. 
W 2013 roku złoża w Marange były największym źródłem diamentów na świecie. Wyprodukowano z nich 17 milionów karatów, co stanowiło 13% światowej produkcji diamentów w tym roku.